# Cornil
Cornil is een gemeente in het Franse departement Corrèze (regio Nouvelle-Aquitaine). De plaats maakt deel uit van het arrondissement Tulle en ligt aan de rivier de Corrèze. In de gemeente ligt het spoorwegstation Cornil. Cornil telde op 1 januari 2022 1.283 inwoners.

## Geografie
De oppervlakte van Cornil bedroeg op 1 januari 2022 19,66 vierkante kilometer; de bevolkingsdichtheid was toen 65,3 inwoners per km².
De onderstaande kaart toont de ligging van Cornil met de belangrijkste infrastructuur en aangrenzende gemeenten.

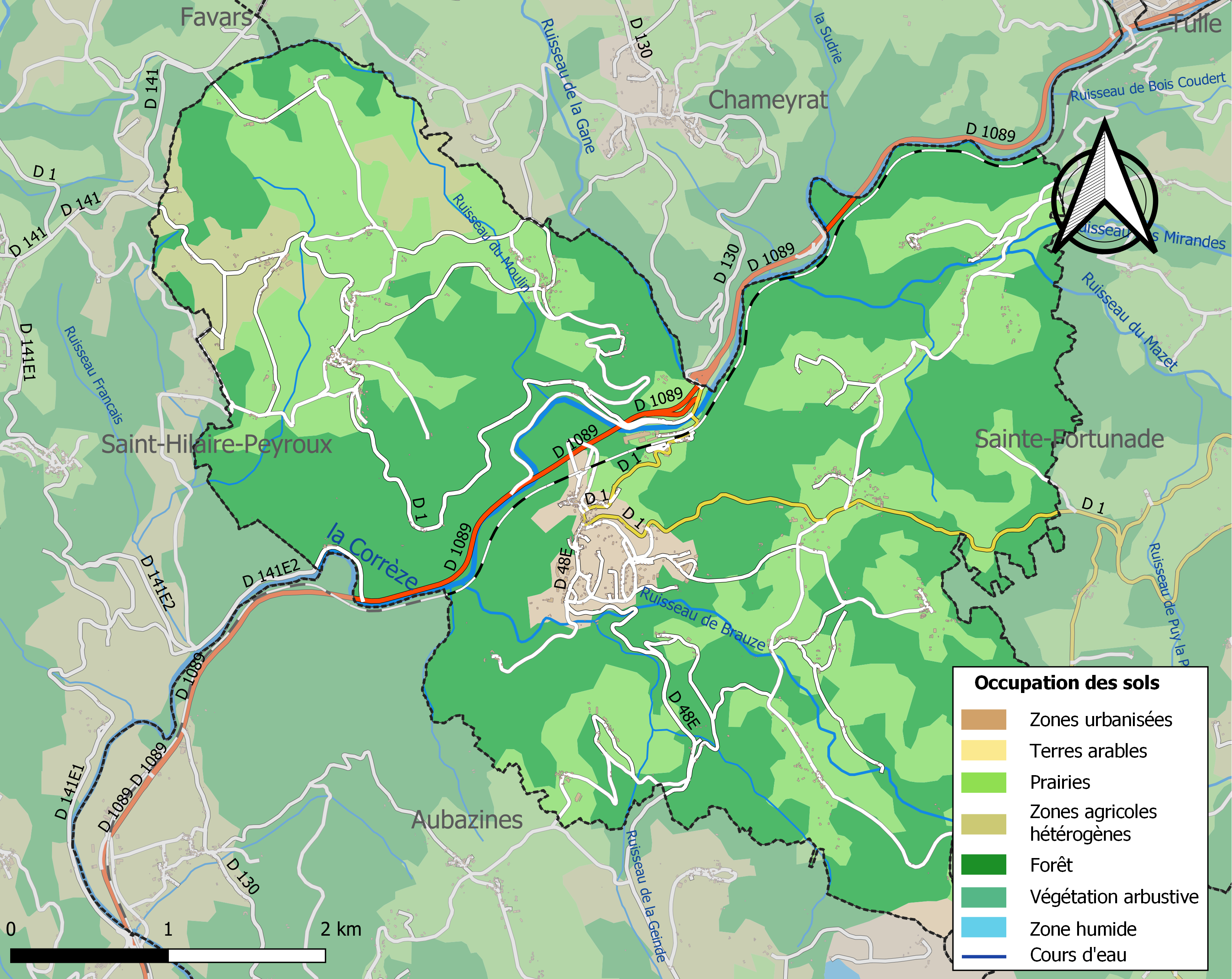

## Demografie
Onderstaande figuur toont het verloop van het inwonertal (bron: INSEE-tellingen).